# Spielothek-Cup 2007
Der Spielothek-Cup 2007 war die 22. Austragung des Handballwettbewerbs und wurde am 10. und 11. August 2007 in den ostwestfälischen Städten Lübbecke und Minden in Nordrhein-Westfalen ausgetragen.
Der Wilhelmshavener HV setzte sich im Finale mit 27:26 (11:12) Toren gegen GWD Minden durch und gewann seinen ersten Titel. Den dritten Platz sicherte sich der TuS N-Lübbecke mit 27:22 (12:12) gegen die HSG Düsseldorf. Torschützenkönig wurde Wilhelmshavens Christian Köhrmann mit 12 Toren.

## Modus
Es wurde mit vier Mannschaften im K.-o.-System mit zwei Halbfinalspielen, dem Spiel um Platz drei sowie dem Finale gespielt. Die Spielzeit betrug 2 × 30 Minuten. Bei unentschiedenem Ausgang nach Ablauf der regulären Spielzeit hätte es eine Verlängerung von 2 × 5 Minuten geben. Bei Unentschieden nach Ablauf der Verlängerung ein Siebenmeterwerfen.

## Spiele

### Halbfinale
| 10. August 2007 18:00 Uhr | TuS N-Lübbecke               | 20:23  | Wilhelmshavener HV                | Kreissporthalle, Lübbecke Zuschauer: 800 Schiedsrichter: Christoph Immel, Ronald Klein |
| 10. August 2007 18:00 Uhr | meiste Tore: Skatar (5 Tore) | (8:10) | meiste Tore: O. Köhrmann (7 Tore) | Kreissporthalle, Lübbecke Zuschauer: 800 Schiedsrichter: Christoph Immel, Ronald Klein |
| 10. August 2007 18:00 Uhr |                              |        |                                   | Kreissporthalle, Lübbecke Zuschauer: 800 Schiedsrichter: Christoph Immel, Ronald Klein |

| 10. August 2007 20:15 Uhr | GWD Minden                    | 29:24   | HSG Düsseldorf              | Kreissporthalle, Lübbecke Zuschauer: 800 Schiedsrichter: Uwe Prang, Uwe Reichel |
| 10. August 2007 20:15 Uhr | meiste Tore: Jónsson (8 Tore) | (14:16) | meiste Tore: Pöter (5 Tore) | Kreissporthalle, Lübbecke Zuschauer: 800 Schiedsrichter: Uwe Prang, Uwe Reichel |
| 10. August 2007 20:15 Uhr |                               |         |                             | Kreissporthalle, Lübbecke Zuschauer: 800 Schiedsrichter: Uwe Prang, Uwe Reichel |

### Spiel um Platz 3
| 11. August 2007 17:30 Uhr | TuS N-Lübbecke               | 27:22   | HSG Düsseldorf                   | Kampa-Halle, Minden Zuschauer: 600 Schiedsrichter: Uwe Prang, Uwe Reichel |
| 11. August 2007 17:30 Uhr | meiste Tore: Skatar (6 Tore) | (12:12) | meiste Tore: Berblinger (4 Tore) | Kampa-Halle, Minden Zuschauer: 600 Schiedsrichter: Uwe Prang, Uwe Reichel |
| 11. August 2007 17:30 Uhr |                              |         |                                  | Kampa-Halle, Minden Zuschauer: 600 Schiedsrichter: Uwe Prang, Uwe Reichel |

### Finale
| Wilhelmshavener HV | Wilhelmshavener HV | GWD Minden | GWD Minden |
| | Finale 11. August 2007, 19:45 Uhr in Minden (Kampa-Halle) Ergebnis: 27:26 (11:12) Zuschauer: 600 Schiedsrichter: Christoph Immel, Ronald Klein ( Deutschland) |            |            |
| Jendrik Meyer, Adam Weiner (n.e.) – Kristijan Ljubanović (4), Gylfi Gylfason (3), Dominic Kelm, Tobias Schröder (n.e.), Rico Bonath (1), Jacek Będzikowski (1), Michael Binder (4), Renato Rui (5), Oliver Köhrmann (n.e.), Christian Köhrmann (8/4), Milan Vučićević (1) Trainer: Michael Biegler ( Deutschland) | Malik Beširević, Björn Buhrmester – Jiří Hynek, Georg Auerswald, Arne Niemeyer (7), Anders Henriksson (1), Christopher Kunisch (4), Jan-Fiete Buschmann (1), Andreas Simon (2), Stephan Just (3/1), Moritz Schäpsmeier (5), Einar Örn Jónsson (2), Mirza Čehajić (1) Trainer: Richard Ratka ( Deutschland) |            |            |
| 9 | 5 |            |            |
| Będzikowski (35./dritte Zeitstrafe) | |            |            |

## Statistiken

### Torschützenliste
| Pl. | Spieler            | Verein             | Tore | FT | 7m | T/S |
| --- | ------------------ | ------------------ | ---- | -- | -- | --- |
| 1   | Christian Köhrmann | Wilhelmshavener HV | 12   | 6  | 6  | 6   |
| 2   | Michele Skatar     | TuS N-Lübbecke     | 11   | 11 | 0  | 5,5 |
| 3   | Michael Binder     | Wilhelmshavener HV | 10   | 10 | 0  | 5   |
|     | Einar Örn Jónsson  | GWD Minden         | 10   | 10 | 0  | 5   |
|     | Arne Niemeyer      | GWD Minden         | 10   | 9  | 1  | 5   |
| 6   | Stephan Just       | GWD Minden         | 9    | 8  | 1  | 4,5 |

FT – Feldtore, 7m – Siebenmeter-Tore, T/S – Tore pro Spiel

## Aufgebote
| Wilhelmshavener HV | GWD Minden | TuS N-Lübbecke |
| Adam Weiner Jendrik Meyer Kristijan Ljubanović Gylfi Gylfason Milan Vučićević Rico Bonath Jacek Będzikowski Michael Binder Renato Rui Christian Köhrmann Oliver Köhrmann Dominic Kelm Tobias Schröder | Malik Beširević Björn Buhrmester Jiří Hynek Georg Auerswald Arne Niemeyer Jan-Fiete Buschmann Andreas Simon Stephan Just Moritz Schäpsmeier Einar Örn Jónsson Mirza Čehajić Anders Henriksson Christopher Kunisch | Nikola Blažičko Birkir Ívar Guðmundsson Jakub Szymanski Josip Čale Nico Greiner Branko Kokir Dušan Tomić Thomas Schibschid Sergo Datukaschwili Danny Anclais Þórir Ólafsson Michele Skatar Tim Remer |
| Michael Biegler (Trainer) | Richard Ratka (Trainer) | Velimir Kljaić (Trainer) |

### 4.Platz:HSG Düsseldorf
| - Almantas Savonis - Matthias Puhle - Maximilian Ramota - Florian von Gruchalla | - Robert Heinrichs - Frank Berblinger - Robert Runge - Maik Makowka | - Jens Sieberger - Valdas Novickis - Markus Neukirchen - Andrej Kogut | - Marcel Wernicke - Philipp Pöter - František Šulc |

Trainer: Georgi Sviridenko